# Liga mistrů CAF 2009
Ročník 2009 Ligy mistrů CAF byl 13. ročníkem klubové soutěže pro nejlepší africké fotbalové týmy. Vítězem se stal tým TP Mazembe, který tak postoupil na Mistrovství světa ve fotbale klubů 2009.

## Předkolo
Hráno v termínu od 30. ledna do 15. února.
| Domácí v 1. zápase          | Celkem | Hosté v 1. zápase       | 1. zápas | 2. zápas |
| --------------------------- | ------ | ----------------------- | -------- | -------- |
| Primeiro de Agosto          | 7:3    | CARA Brazzaville        | 5:2      | 2:1      |
| Canon Yaoundé               | 2:1    | AS Inter Star           | 1:1      | 1:0      |
| AS Douanes Dakar            | 4:1    | Ports Authority         | 3:1      | 1:0      |
| Kano Pillars                | 2:0    | Elect Sport Ouaddai     | 2:0      | 0:0      |
| Club Africain Tunis         | –      | SC Bafatá *             | –        | –        |
| Djoliba AC                  | 4:1    | Casa Sport              | 4:0      | 0:1      |
| Clube Ferroviário de Maputo | 2:3    | Kampala City Council FC | 2:1      | 0:2      |
| Supersport United           | 8:2    | Curepipe Starlight      | 3:0      | 5:2      |
| Heartland FC                | 10:1   | Black Star FC           | 4:0      | 6:1      |
| FAR Rabat                   | 6:2    | SC Praia                | 6:1      | 0:1      |
| Atlético Petróleos Luanda   | 6:0    | Royal Leopards FC       | 3:0      | 3:0      |
| Étoile Filante Ouagadougou  | 4:3    | Heart of Lions          | 2:0      | 2:3      |
| Al-Ahly Tripolis            | 7:2    | AS Police               | 6:0      | 1:2      |
| IZK Khémisset               | –      | Wallidan Banjul *       | –        | –        |
| ASO Chlef                   | 3:1    | Fello Star Labé         | 1:0      | 2:1      |
| DC Motema Pembe             | 1:3    | AS Mangasport           | 1:2      | 0:1      |
| Monomotapa United FC        | 3:2    | Miembeni                | 2:0      | 1:2      |
| Young Africans FC           | 14:1   | Étoile d'Or Mirontsy    | 8:1      | 6:0      |
| Académie Ny Antsika         | 0:6    | US Stade Tamponnaise    | – **     | 0:6      |
| ZESCO United FC             | 5:1    | Mathare United          | 2:0      | 3:1      |
| Al-Merrikh Khartum          | 2:1    | ATRACO FC               | 2:1      | 0:0      |

- Tým odstoupil.
  - Dvojzápas hrán pouze na jeden zápas kvůli politické situaci na Madagaskaru.

## 1. kolo
Zápasy hrány mezi 13. březnem a 5. dubnem.
| Domácí v 1. zápase       | Celkem         | Hosté v 1. zápase          | 1. zápas | 2. zápas     |
| ------------------------ | -------------- | -------------------------- | -------- | ------------ |
| Primeiro de Agosto       | 1:1 (5:4 pen.) | Canon Yaoundé              | 0:1      | 1:0 (prodl.) |
| AS Douanes Dakar         | 1:1 (v)        | Kano Pillars               | 1:1      | 0:0          |
| Club Africain Tunis      | 2:2 (v)        | Djoliba AC                 | 1:2      | 1:0          |
| Kampala City Council FC  | 3:2            | Supersport United          | 2:1      | 1:1          |
| Heartland FC             | 4:2            | FAR Rabat                  | 3:1      | 1:1          |
| TP Mazembe               | 5:1            | Atlético Petróleos Luanda  | 3:0      | 2:1          |
| ASEC Mimosas             | 3:0            | Étoile Filante Ouagadougou | 2:0      | 1:0          |
| JS Kabylie               | 1:3            | Al-Ahly Tripolis           | 1:2      | 0:1          |
| Asante Kotoko            | 3:3 (v)        | IZK Khémisset              | 3:1      | 0:2          |
| Étoile Sportive du Sahel | 2:1            | ASO Chlef                  | 2:1      | 0:0          |
| Cotonsport Garoua        | 5:3            | AS Mangasport              | 2:1      | 3:2          |
| Ajax Cape Town           | 4:4 (v)        | Monomotapa United FC       | 3:2      | 1:2          |
| Al-Ahly Kairo            | 4:0            | Young Africans FC          | 3:0      | 1:0          |
| Al-Hilal Khartum         | 4:3            | US Stade Tamponnaise       | 3:1      | 1:2          |
| Africa Sports National   | 0:2            | ZESCO United FC            | 0:0      | 0:2          |
| Al-Ittihad               | 1:4            | Al-Merrikh Khartum         | 1:1      | 0:3          |

## 2. kolo
Zápasy hrány mezi 17. dubnem a 3. květnem. Poražení z této fáze postoupili do 3. kola Poháru CAF.
| Domácí v 1. zápase      | Celkem  | Hosté v 1. zápase        | 1. zápas | 2. zápas |
| ----------------------- | ------- | ------------------------ | -------- | -------- |
| Primeiro de Agosto      | 3:3 (v) | Al-Hilal Khartum         | 3:1      | 0:2      |
| Kano Pillars            | 3:3 (v) | Al-Ahly Kairo            | 1:1      | 2:2      |
| Djoliba AC              | 1:2     | ZESCO United FC          | 0:0      | 1:2      |
| Kampala City Council FC | 1:2     | Al-Merrikh Khartum       | 0:1      | 1:1      |
| Heartland FC            | 3:2     | Cotonsport Garoua        | 2:1      | 1:1      |
| TP Mazembe              | 1:0     | IZK Khémisset            | 1:0      | 0:0      |
| ASEC Mimosas            | 1:2     | Monomotapa United FC     | 1:0      | 0:2      |
| Al-Ahly Tripolis        | 0:2     | Étoile Sportive du Sahel | 0:0      | 0:2      |

## Základní skupiny
Hráno mezi 18. červencem a 20. září.

### Skupina A
| Tým          | Z | V | R | P | VG | IG | +/- | B  |
| ------------ | - | - | - | - | -- | -- | --- | -- |
| Kano Pillars | 6 | 3 | 2 | 1 | 10 | 8  | +2  | 11 |
| Al-Hilal     | 6 | 3 | 1 | 2 | 7  | 5  | +2  | 10 |
| ZESCO United | 6 | 2 | 2 | 2 | 8  | 7  | +1  | 8  |
| Al-Merreikh  | 6 | 0 | 3 | 3 | 5  | 10 | −5  | 3  |

|              | ALH | ALM | KAN | ZES |
| ------------ | --- | --- | --- | --- |
| Al-Hilal     | –   | 3–1 | 2–0 | 1–0 |
| Al-Merreikh  | 0–0 | –   | 1–1 | 2–3 |
| Kano Pillars | 2–1 | 3–1 | –   | 3–2 |
| ZESCO United | 2–0 | 0–0 | 1–1 | –   |

### Skupina B
| Tým               | Z | V | R | P | VG | IG | +/- | B  |
| ----------------- | - | - | - | - | -- | -- | --- | -- |
| TP Mazembe        | 6 | 4 | 0 | 2 | 11 | 4  | +7  | 12 |
| Heartland         | 6 | 3 | 1 | 2 | 9  | 5  | +4  | 10 |
| Étoile du Sahel   | 6 | 2 | 1 | 3 | 5  | 7  | −2  | 7  |
| Monomotapa United | 6 | 2 | 0 | 4 | 5  | 14 | −9  | 6  |

|                   | ETO | HEA | MON | TPM |
| ----------------- | --- | --- | --- | --- |
| Étoile du Sahel   | –   | 0–0 | 2–0 | 2–1 |
| Heartland         | 3–0 | –   | 3–1 | 2–0 |
| Monomotapa United | 2–1 | 2–1 | –   | 0–2 |
| TP Mazembe        | 1–0 | 2–0 | 5–0 | –   |

## Semifinále
Hráno od 4. do 18. října.
| Domácí v 1. zápase | Celkem | Hosté v 1. zápase | 1. zápas | 2. zápas |
| ------------------ | ------ | ----------------- | -------- | -------- |
| Heartland FC       | 5:0    | Kano Pillars      | 4:0      | 1:0      |
| Al-Hilal Khartum   | 4:5    | TP Mazembe        | 2:5      | 2:0      |

## Finále
Úvodní zápas 1., odveta 7. listopadu.
| Domácí v 1. zápase | Celkem  | Hosté v 1. zápase | 1. zápas | 2. zápas |
| ------------------ | ------- | ----------------- | -------- | -------- |
| Heartland FC       | 2:2 (v) | TP Mazembe        | 2:1      | 0:1      |

| Liga mistrů CAF 2009 TP Mazembe Třetí titul |